# Youth (Homecoming)
Youth (Homecoming) (Chinees: 青春：归; Qing chun gui) is een Frans-Luxemburgs-Nederlandse documentairefilm uit 2024, geregisseerd door Wang Bing. Het is het derde deel van de Youth-filmtrilogie van de regisseur over jonge Chinese textielarbeiders, na de documentaires Youth (Spring)  (2023) en Youth (Hard Times) (2024).

## Verhaal
De werkzaamheden van de textielwerkplaatsen in Zhili verminderen voor de nieuwjaarsvakantie, waarbij veel werknemers naar huis terugkeren. Shi Wei en Fang Lingping trouwen beiden tijdens de vakantie, waarbij de nieuwe echtgenoot van de laatste, een specialist in informatietechnologie, van plan is om zich bij zijn nieuwe bruid in Zhili te voegen.

## Productie
De film werd van 2014 tot 2019 opgenomen in de Chinese provincie Zhejiang in Zhili, een productiestad in Huzhou. Wang Bing woonde een aantal jaren in een nabijgelegen stad om een groep textielarbeiders te volgen. Na een moeizame eerste drie maanden, raakte Wang Bing uiteindelijk bevriend met de lokale bedrijfsleiders, die grotendeels in beslag werden genomen door hun dagelijks leven. Mits de productie de bedrijfsvoering niet zou verstoren, hadden ze geen bezwaar tegen de film of wat er wel of niet vertoond zou worden van de arbeidsomstandigheden van hun werknemers. Het is de eerste film in een trilogie die de groep gaat volgen.

## Release
Youth (Homecoming) ging op 6 september 2024 in première op het Filmfestival van Venetië in de competitie voor de Gouden Leeuw.

## Prijzen en nominaties
De belangrijkste:
| Jaar | Prijs                    | Categorie    | Genomineerde(n) | Uitslag     |
| ---- | ------------------------ | ------------ | --------------- | ----------- |
| 2024 | Filmfestival van Venetië | Gouden Leeuw | Wang Bing       | Genomineerd |